# Toveh Sorkhak-e Soflá
Toveh Sorkhak-e Soflá (persiska: توه سرخک سفلی) är en ort i Iran.   Den ligger i provinsen Kermanshah, i den västra delen av landet, 500 km väster om huvudstaden Teheran. Toveh Sorkhak-e Soflá ligger 1 360 meter över havet och antalet invånare är 706.
Terrängen runt Toveh Sorkhak-e Soflá är kuperad österut, men västerut är den platt. Runt Toveh Sorkhak-e Soflá är det ganska tätbefolkat, med 60 invånare per kvadratkilometer. Närmaste större samhälle är Ḩomeyl, 6,1 km sydväst om Toveh Sorkhak-e Soflá. Omgivningarna runt Toveh Sorkhak-e Soflá är i huvudsak ett öppet busklandskap.